# Mads Rosenberg
Mads Rosenberg (Født 30. juni 1986) er en dansk fodboldspiller der spiller i forsvaret i den islandske klub Knattspyrnufélag Akureyrar.

## Tidligere klubber
- AGF
- Odder
- Brabrand IF
- Aarhus Fremad
- FC Hjørring